# Fotografi
Fotografi (græsk: ΦΩΣ, lys og ΓΡΑΦΙΣ, skrivning/tegning, "lystegning") er teknikken at fremstille billeder, oftest ved hjælp af et kamera.

## Historie
Fra gammel tid var det kendt, at visse stoffer, som sølvsalte og asfalt, forandrede sig ved lysets påvirkning, og adskillige havde eksperimenteret dermed; men en brugervenlig teknik udvikledes først af to franskmænd, Nièpce og Daguerre. Den første døde, før forsøgene var tilendebragt; men det lykkedes Daguerre at færdiggøre dem, og han offentliggjorde sine resultater i 1839. Han lod billedet i camera obscura falde på en forsølvet kobberplade, der havde været udsat for joddamp. Lyset forandrede jodsølvet, og når pladen derpå udsattes for kviksølvdampe, fortættede disse sig mest dèr, hvor lyset havde virket stærkest, og dèr satte kviksølvdråberne sig tættest. Det uangrebne jodsølv bortvaskedes med svovlundersyret natron, så lyset ikke mere kunne forandre pladen. Man opnåede smukke billeder. De sås bedst, når en mørk flade spejlede sig i dem. Spejlede en lys flade sig i pladen, forandredes lys til skygge, og billedet blev negativt.
Metoden forbedredes, idet man ved at bruge brom og klor betydelig afkortede tiden for lysets indvirkning. En stor mangel var, at disse billeder ikke kunne kopieres. Igennem Talbots arbejder, der væsentligt gik ud på at kopiere tegninger og naturgenstande, nåede man til det næste skridt i kameraets historie.

### Metode
Det camera obscura, der bruges som fotografiapparat, er en firkantet kasse, ofte til at trække ud som en harmonika. Det står på et stativ, og på dets forside er en linse anbragt. Bagsiden er dannet af en matsleben glasplade, på hvilken billedet falder af den genstand, som linsen rettes imod. Dette billede kan fotografen betragte nøje, idet han indhyller sit hoved og kassen i et mørkt klæde, for at udefra kommende lys ikke skal virke forstyrrende. Ved at stille på linsen kan man gøre billedet meget skarpt. Står billedet godt, dækkes linsen, den matte glasplade fjernes, og i stedet for indsættes den fotografiske plade, der er indesluttet i en flad trææske (kassetten), for at intet uvedkommende lys skal nå den. Når den står på sin plads, afdækker man pladen ved at trække et låg op, og når linsen blottes, falder billedet på pladen. Når lysvirkningen har varet længe nok, skydes låget for.

Kassetten føres så ind i et rum, der kun oplyses med rødt lys. Dette indeholder nemlig næsten ingen kemisk virkende lysstråler og er derfor uskadeligt. Pladen er af glas og præpareret i forvejen ved at overhældes med en opløsning af kollodium i alkohol og æter, der tillige indeholder nogle jod- og bromsalte, og derpå behandlet med en sølvopløsning, så at den er dækket med jod- og bromsølv. Idet billedet falder på den, vil sølvsaltene reduceres; stærkest, hvor der er mest lys. Der står altså et negativt billede på pladen, men det er så svagt, at det næppe kan ses. Det fremkaldes ved at pladen behandles f.eks. med garvesyre, gallussyre eller pyrogallussyre, der sværter de lyspåvirkede dele af pladen, og de upåvirkede sølvsalte bortvaskes med svovlundersyret natron, hvorved billedet fikseres.
I stedet for kollodium kan bruges gelatine. Gelatinen opløses også med bromkalium i varmt vand, og der tilsættes en sølvopløsning. Det udfældede, findelte bromsølv holder sig svævende i gelatineopløsningen, danner en emulsion med den. Ved at koge denne emulsion eller behandle den med ammoniak, gør man den meget fintfølende for lyset, og, når den smeltes over glas, opstår de såkaldte emulsions- eller gelatineplader. Disse kan man give en sådan modtagelighed, at lyset kun behøver at virke en lille brøkdel af et sekund. De anvendtes derfor til øjebliksfotografier.

Billedet på pladen er negativt, mørkt i genstandens lyse partier og lyst i de mørke. De forskellige farver virke ikke lige stærkt. Rødt og gult virker mindst og ville derfor synes meget mørke, blåt og violet virker stærkest og synes næsten hvide. Ved at indblande et farvestof, f.eks. eosin, i gelatinen gør man pladen mere modtagelig for rødt og gult lys, og ved at indskyde en gul glasplade, hvorigennem lyset falder, svækker man virkningen af det blå og violette, og derved kan man nå til billeder med samme lysvirkninger som den afbildede genstand. Billedet kopieres ved at pladen lægges på fotografisk papir og udsættes for lyset. Papiret er enten dækket med et albuminlag, der giver en glansfuld overflade, eller et lag stivelse og dernæst behandlet med sølvopløsning. Sølvsaltene sværtes, stærkest, hvor det meste lys går igennem, og da det sker på de punkter, hvor pladen er lysest, altså der, hvor genstanden er mørkest, fås altså et positivt billede af denne. Efter endt påvirkning vaskes de uforandrede sølvsalte bort, og billedet behandles i et tonbad, en guldopløsning, der giver billedet en smukkere farve. De tørrede billeder opklæbes og glittes.
Gelatine der er behandlet med rødt kromsurt kali, bliver uopløselig i vand, når den udsættes for lyset. Udrøres der et sort farvestof i den, og belyses den under en negativ plade, bliver gelatinen uopløselig under de lyse partier. Vaskes den upåvirkede gelatine bort med varmt vand, står billedet tilbage. Det bruges ved kulfotografier.
Citronsurt jernforilte og rødt cyanjernkalium, der som opløsninger er hældt over papir, farver dette blåt, hvor lyset virker, og billedet fikseres ved at vaskes med vand. Denne metode anvendes dog mest ved kopieringen af maskintegninger. Den oprindelige tegning aftegnes på gennemsigtigt papir – kalkerpapir – og under kalken lægges det våde præparerede papir, og nu udsættes det for lyset. Man fik da tegninger i hvide linjer på blå baggrund.

## Fotografering i dag
Der findes i dag flere forskellige typer af kameraer med hver deres fordele og ulemper, i udviklingen af disse typer af kamera er der oftest fokuseret på specifikke grupper af brugere, alt fra professionelle fotografer over til børn der skal have deres første kamera.

### Kameratyper

#### Systemkameraer
Systemkameraer med spejl; Spejlreflekskameraer (forkortet DSLR; Digital Single Lens Reflex) og spejlløse systemkameraer også kaldet mirrorless (forkortet DSL; Digital Single Lens) har ikke ret meget der fundamentalt skiller de to undertyper ad ud over R'et i forkortelsen.

##### Spejlreflekskameraer
Når man kigger ind i søgeren på et spejlreflekskamera er lyset rejst ind igennem linserne i objektivet, har ramt spejlet det sender det igennem en serie prismer og linser ud til dit øje. I denne type Kamera ser du subjektet præcis som det ser ud i det sekund, ikke selve det billede du er ved at tage, hvorfor at billeder nemmere kan blive overeksponeret eller undereksponeret end ved andre typer af kamera
Spejlreflekskameraer optager billeder ved at lyset fra subjektet rejser ind igennem linserne i objektiver og registreres på sensoren bagerst i kameraet.
For at dette kan lade sig gøre sker der følgende når fotografen trykker på udløseren, spejlet slår op, lukkeren åbner og lukker lukkergardinet før at spejlet slår tilbage på plads og man igen kan se subjektet i søgeren.

#### Spejlløse Systemkameraer
Når man kigger ind i søgeren på et spejlløst systemkamera er lyset rejst ind igennem linserne i objektivet, har ramt sensoren der har sendt informationen op til en lille skærm i søgeren der så, igennem flere linser, viser hvad kameraet ser LIVE. I denne type Kamera ser du subjektet præcis som det kommer til at se ud på billedet, hvorfor at billedet nemmere bliver korrekt eksponeret.
Spejlløsekameraer optager billeder ved at lyset fra subjektet rejser ind igennem linserne i objektiver og registreres på sensoren bagerst i kameraet, alt efter om kameraet er indstillet til lydløs fotografering eller ej høres der et lille klik når billedet tages men billedet i søgeren bliver ikke afbrudt som i Spejlreflekskameraer.